# 5-та Херсонська стрілецька дивізія Армії УНР
5-а Херсонська стрілецька дивізія Армії УНР — піхотна дивізія Армії УНР, сформована з інтернованих українських вояків УГА в Польщі, 16 травня 1920 року. Внаслідок організаційних заходів, було утворено 5-ту Херсонську дивізію під командуванням полковника Долуда.
Галичани становили близько 90 % особового складу, які були незадоволені зовнішньою політикою Директорії УНР, протиріччя загострились після укладення Варшавського договору 22 квітня 1920 року між УНР та Польщею. 25 серпня 1920 р. генерал Кравс, згідно з вказівками Диктатури видав наказ всім галицьким частинам з 5-ї Херсонської дивізії залишити Дієву Армію УНР і перейти через Карпати до Чехословаччини, що було частково зроблено.
В листопаді 1920 тримала фронт в районі Копайгорода, де радянські сили 10 числа після укладення напередодні миру відновили наступ.
5-та Херсонська дивізія складалась з двох бригад:
- 1-ша Стрілецької бригада ім. Сірка під командуванням сотника Баковича i шефа штабу сотника Клея.
- 1-ша Запасна бригада під командуванням майора Кнітеля, i шефа штабу сотником Губера.

## Капелани Дивізії
- Волкович Анатолій Васильович
- Раїнський Михайло (39-й стрілецький курінь)[1][2].

## Військовики дивізії
- Абаза Володимир Миколайович — командир 45-го стрілецького куреня
- Алексін Микола Миколайович — помічник начальника
- Антін Ахтаніо — старшина штабу
- Альфред Бізанц
- Бакланів-Петрів Євген Миколайович — начальник штабу (??? — травень 1919)
- Бакович Петро — командувач 1-ї Стрілецької бригади ім. Сірка
- Баньківський Володимир Олександрович — начальник 5-ї гарматної бригади
- Бурдун-Риков Микола Миколайович, полковник,
- Буримів Василь Андрійович — сотник
- Гадзінський Матвій Миколайович — старшина штабу
- Гончар Олександр Якович — старшина 14-го стрілецького куреня 13-ої стрілецької бригади (станом на 01.10.1922 р.)
- Андрій Долуд — командувач дивізії
- Дуброва Гриць Олександрович — сотник артилерії
- Кришталів Денис Васильович — штабіст
- Кириця Йосип Гнатович — штабіст
- Китиця Павло Платонович — штабіст
- Катхе Олександр Євгенович — командир 13-го гарматного куреня
- Козак Іван — комендант штабу
- Козак Олександр Андрійович — сотник окремого технічного куреня
- Колтунюк Мирослав — четар артилерист
- Антін Кравс
- Кухарчук Яків Федорович — командир кадрів 5-го кінного полк
- Лотоцький Володимир Миколайович — штабіст
- Мазуренко Марко Єрофійович — помічник начальника
- Мальченко Степан Микитович — командир 5-ї гарматної бригади
- Момот Сергій (хорунжий) — хорунжий
- Микитюк Дмитро — хорунжий
- Навроцький Осип — квартирмейстер
- Нагнибіда Сергій Лукич — старшина
- Науменко Юрій — начальник штабу 13-ї стрілецької бригади
- Нечаїв Петро Олександрович — начальник мобілізаційного відділу штабу
- Осипенко Юхим Якович — командир 37-го стрілецького куреня
- Осмоловський Юрій Йосипович — штабіст
- Паранюк Павло Григорович — хорунжий
- Осип Станімір
- Ріхард «Рико» Ярий — командант 2-го кінного полку
- Терлецький Микола — начальний лікар,
- Цвіньов Йосип Матвійович — командир 15-ї стрілецької бригади
- Ценкер Михайло Якович — командир кінного дивізіону
- Чабанівський Василь Федорович — начальник штабу (вересень 1920 — ???)
- Яблонський Юхим Олександрович — начальник постачання